# Pachyphymus
Pachyphymus är ett släkte av insekter. Pachyphymus ingår i familjen gräshoppor.
Kladogram enligt Catalogue of Life:
| Pachyphymus | \| \| Pachyphymus carinatus \| \| \| \| \| \| Pachyphymus cristulifer \| \| \| \| |
|             | \| \| Pachyphymus carinatus \| \| \| \| \| \| Pachyphymus cristulifer \| \| \| \| |
|             | Pachyphymus carinatus                                                             |
|             |                                                                                   |
|             | Pachyphymus cristulifer                                                           |
|             |                                                                                   |